# Kotosh-Graslandmaus
Die Kotosh-Graslandmaus (Akodon kotosh) ist eine wenig erforschte Nagetierart aus der Gattung der Südamerikanischen Feldmäuse (Akodon). Sie wurde 2002 entdeckt und 2016 wissenschaftlich beschrieben. Das Artepitheton bezieht sich auf die präkolumbische archäologische Stätte Kotosh, die 30 km südwestlich von der Terra typica (Typlokalität: , Höhe: 2400 m) entfernt liegt.

## Merkmale
Die Kopf-Rumpf-Länge beträgt 98,5 bis 122 mm, die Schwanzlänge 71,5 bis 100 mm, die Ohrenlänge 14 bis 19 mm und die Hinterfußlänge 20 bis 25,5 mm. Über das Gewicht sind keine spezifischen Daten verfügbar. Das Fell ist einfarbig dunkel oliv-braun. Zwischen Rücken- und Bauchfell gibt es keine Kontrastierung. Die Bauchfellhaare haben eine dunkle Basis. Der Schwanz ist einfarbig.

## Vorkommen, Lebensraum und Lebensweise
Die Kotosh-Graslandmaus ist in der Cordillera de Carpish in der Region Huánuco in Zentral-Peru endemisch und dort von zwei Fundorten bekannt: von der Caserío San Pedro de Carpish im Distrikt Chinchao und von einem Waldgebiet bei Huanacaure im Distrikt San Pablo de Pillao. Sie bewohnt Nebelwälder oberhalb 2400 m. Über ihre Lebensweise ist bisher nichts bekannt.

## Status
Die Kotosh-Graslandmaus ist gegenwärtig nicht in der IUCN Red List erfasst. Da die peruanischen Nebelwälder jedoch einen hohen Grad von Artenverlust aufweisen, wird die Errichtung von mehr Schutzgebieten in der Region für notwendig erachtet.